# Pachyanthidium cordatum
Pachyanthidium cordatum là một loài Hymenoptera trong họ Megachilidae. Loài này được Smith mô tả khoa học năm 1854.